# St. Bonifatius (Gießen)

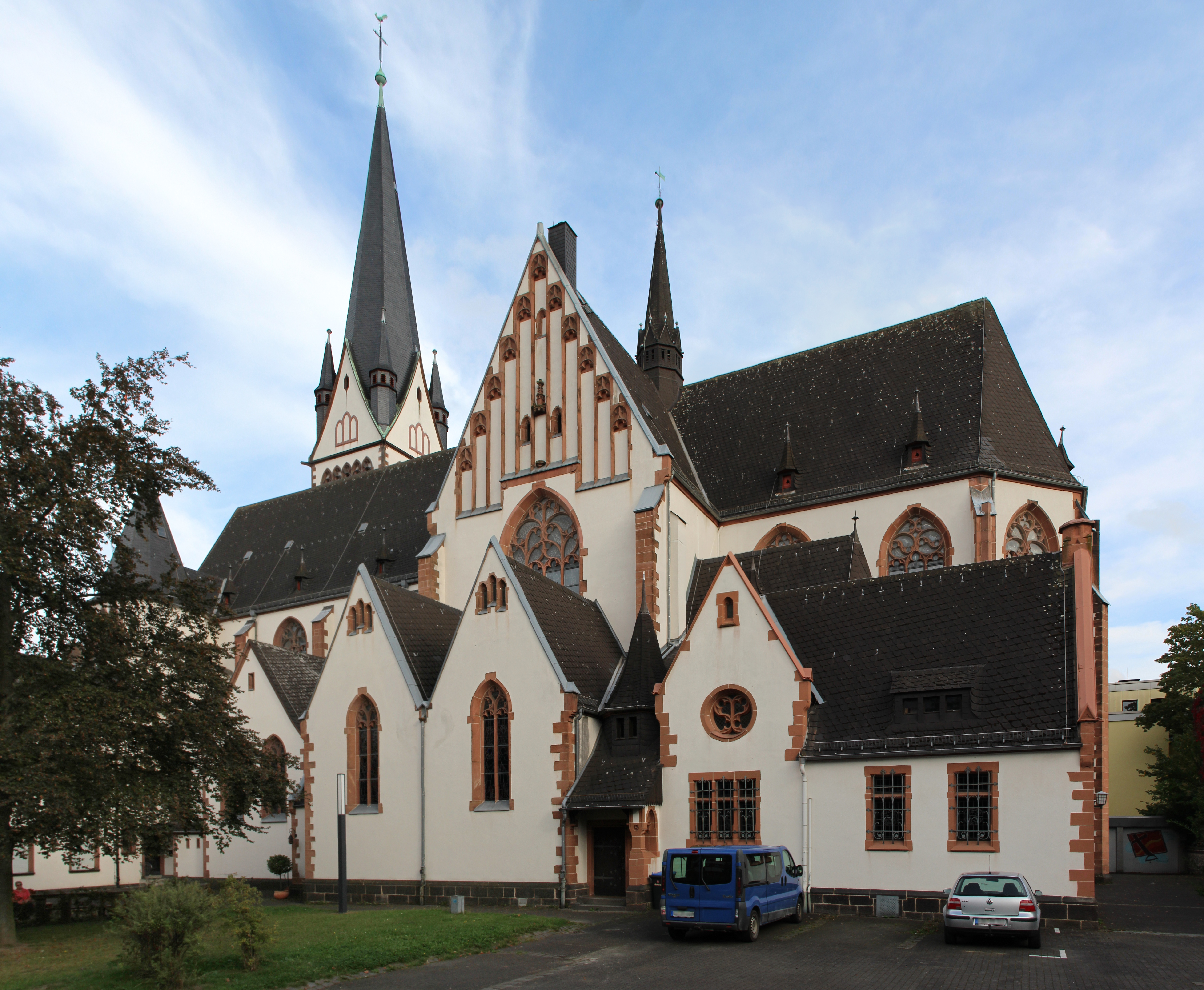
St. Bonifatius von Westen (2014)

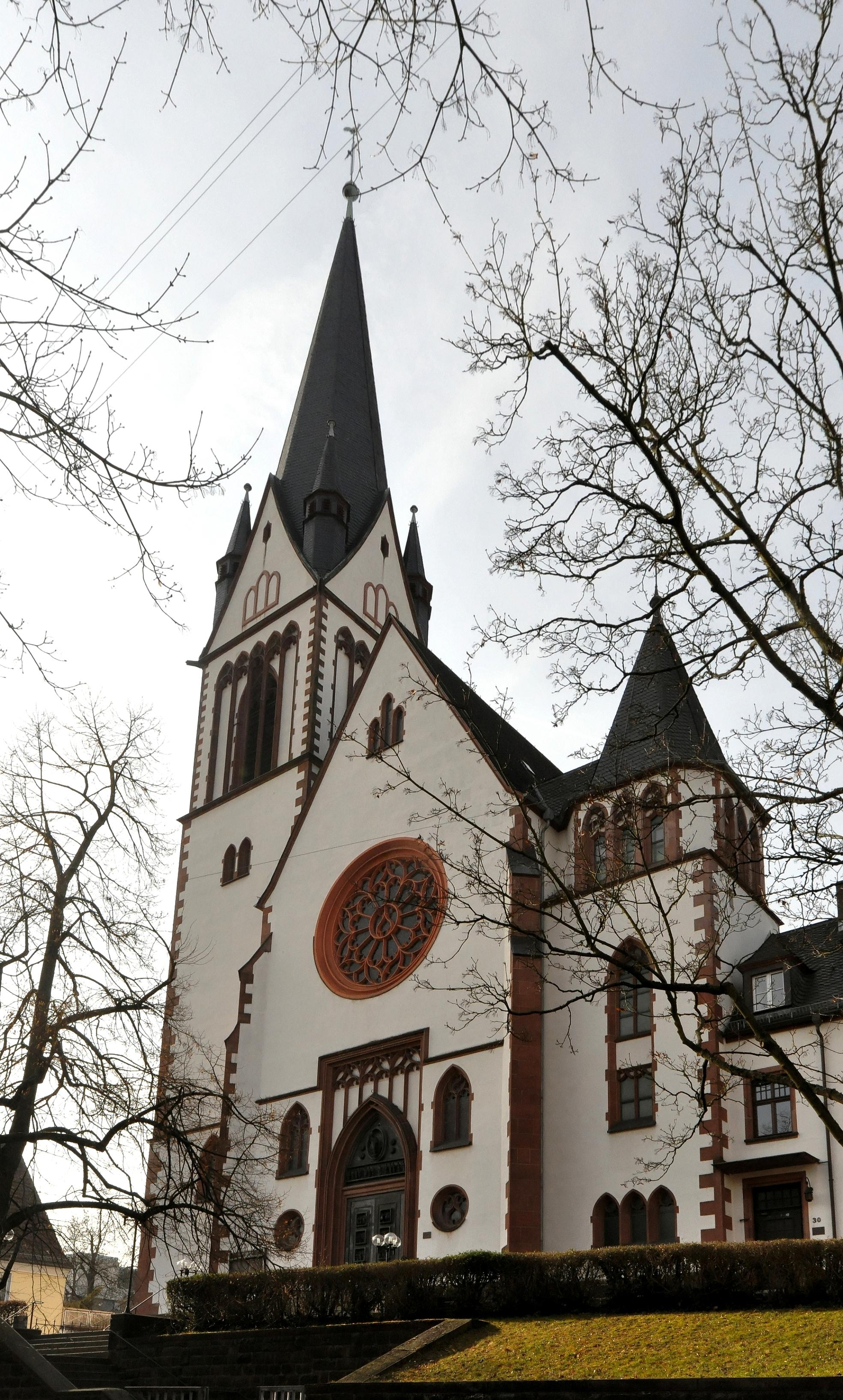
Turmfront

St. Bonifatius ist eine römisch-katholische Pfarrkirche in Gießen und die katholische Hauptkirche der Stadt. Die dreischiffige Basilika entstand in zwei Bauphasen von 1902 bis 1905 und von 1934 bis 1936 im Stil der Neugotik. Der komplexe Baukörper mit einem 70 Meter hohen Kirchturm ist hessisches Kulturdenkmal.

## Geschichte
Im Bereich des heutigen Kirchenplatzes in Gießen wurde im 12./13. Jahrhundert eine „Kapelle“ errichtet, die urkundlich im Jahr 1248 erstmals erwähnt wird. Diese Pankratiuskapelle war dem heiligen Pankratius und Maria geweiht und ein Filial der Peterskirche, die im Dorf Selters vor den Toren von Gießen stand. Wohl im 14. Jahrhundert wurde die romanische Kapelle durch ein zweischiffiges gotisches Gotteshaus, die „Stadtkirche“, ersetzt, die im Jahr 1334 erstmals als „Pfarrkirche“ („parochialis ecclesia“) bezeichnet wird. Mit Einführung der Reformation wechselte Gießen im Jahr 1527 zum evangelischen Bekenntnis. Ab 1532 gab es keinen katholischen Priester mehr in Gießen und das katholische Leben in der Stadt kam für über 250 Jahre weitgehend zum Erliegen.
Ab 1784 hielten Franziskaner aus Wetzlar wieder katholische Gottesdienste in Gießen ab. Die Anstellung eines eigenen Pfarrers folgte unter Berufung auf den „Darmstädter Freyheitsbrief“ im Jahr 1791, wozu Landgraf Ludwig I. die Erlaubnis erteilte. Seit Beginn des 19. Jahrhunderts nahm die Zahl der Katholiken stark zu. Viele von ihnen waren Angestellte der Gießener Universität, die in den Jahren 1830 bis 1851 über eine katholisch-theologische Fakultät verfügte. Ein Professor der Universität war gleichzeitig Pfarrer der katholischen Gemeinde. Ab 1804 wurde die evangelische Burgkirche mit genutzt, und es durfte eine Glocke der Evangelischen Stadtkirche zu den katholischen Gottesdiensten geläutet werden. Ab 1823 fanden die Gottesdienste zunächst in der Stadtkirche statt, da die Burgkirche 1824 abgerissen wurde. Später diente ein ehemaliger Kliniksaal der alten Kaserne in der Liebigstraße als Versammlungsort. Am 1. August 1838 erfolgte die Grundsteinlegung für einen Neubau, der am 7. September 1840 eingeweiht wurde. Zu diesem Zeitpunkt umfasste die Gemeinde 314 Mitglieder mit etwa 45 Schulkindern. Hinzu kamen etwa 200 Katholiken aus dem Umland und 34 katholische Theologiestudenten. Diese erste katholische Pfarrkirche in Gießen nach der Reformationszeit stand auf dem Seltersberg (Ecke Frankfurter Straße/Liebigstraße, etwa an der Stelle des heutigen Martinshofes) und war dem heiligen Bonifatius und heiligen Petrus geweiht. Schon bald reichte der Platz nicht mehr für die wachsende Gemeinde aus, die im Jahr 1892 etwa 1800 Mitglieder umfasste. Wegen der inzwischen installierten nahen Bahngleise konnte diese erste Kirche nicht erweitert werden. In unmittelbarer Nachbarschaft in der Liebigstraße erwarb die Gemeinde 1898 ein Grundstück der ehemaligen Fernie’schen Bergwerksverwaltung.
Baubeginn der neuen repräsentativen Pfarrkirche für die Gießener Katholiken war 1902. Architekten waren Ludwig Becker, Anton Falkowski und Hugo Becker. Die Bauleitung vor Ort übernahm der Gießener Architekt H. Kockerbeck. Bis 1905 waren in einem ersten Bauabschnitt der Chor, das Querhaus und das erste Langhaus-Joch mit der Sakristei fertiggestellt. Die Kirche wurde am 24. September 1905 durch den Mainzer Domkapitular Friedrich Goedecker benediziert. Der Turm war zu diesem Zeitpunkt noch nicht errichtet. Provisorisch schloss eine Backsteinwand den Bau nach Norden ab. Die Orgel von Dreymann wurde aus der alten Kirche übernommen, ebenso das alte Kirchengestühl, das 1908 vom Gießener Schreiner Joh. Lenz ersetzt wurde. Die Gemeinde umfasste zu diesem Zeitpunkt etwa 2000 Mitglieder. Der Vorgängerbau wurde von 1910 bis 1911 zum „Katholischen Vereinshaus“ umgewandelt. Im Jahr 1917 wurden die zwei großen Glocken und die zinnernen Prospektpfeifen der Orgel für Rüstungszwecke beschlagnahmt. Das neue Pfarrhaus wurde am 1. Juli 1929 bezogen. Der Weiterbau des groß angelegten Plans der neugotischen Kirche war erst ab 1934 möglich. Nach Überarbeitung der Pläne und dem Anbau zweier weiterer Joche und des Turms unter dem Bauleiter Peter Grode konnte die Kirchweihe durch Albert Stohr am 27. Juni 1936 gefeiert werden. Zu dieser Zeit war St. Bonifatius die einzige katholische Pfarrei für Gießen und 46 umliegende Dörfer.
Im Jahr 1944 erlitt das Gotteshaus beträchtliche Kriegsschäden durch eine schwere Sprengbombe. Zerstört wurden das östliche Seitenschiff und die fünf Chorfenster, die Bernhard Kraus 1930 unter dem Thema „die fünf Gesätze des schmerzhaften Rosenkranzes“ gemalt hatte. Die Gewölbe waren rissig, die Dächer beschädigt, Türen und Orgel zertrümmert und das Gesprenge des Hochaltars in viele Einzelteile zerschmettert. Die Kirche wurde von 1945 bis 1949 unter Leitung von Peter Grode wiederhergestellt. Das zerstörte Vereinshaus wurde zunächst als „Saalbau“ provisorisch wiederhergestellt; später wich es einem Neubau, dem „Martinshof“. Durch den Zuzug von Heimatvertriebenen, vor allem Sudetendeutschen, wuchs die Gemeinde nach dem Zweiten Weltkrieg auf 19.000 Katholiken an, von denen 7000 in Gießen wohnten. Dies stellte eine große Herausforderung dar; nach und nach entstanden in der Nachkriegszeit im Landkreis Gießen neue katholische Gemeinden und Kirchbauten; auch in Gießen wurden mit der St.-Albertus-Gemeinde in der Nordanlage (1957) und der St.-Thomas-Morus-Gemeinde in der Grünberger Straße (1963) zwei weitere Pfarreien begründet und Kirchen errichtet.
Die Bonifatius-Kirche erhielt 1960 einen Außenputz. Von 1976 bis 1979 erfolgten eine tiefgreifende Renovierung und Neugestaltung. Die Sakramentskapelle wurde völlig neu gestaltet und der Chorraum des Hauptaltares vorgezogen. Er erhielt einen Voraltar in Nähe der Gemeinde, entsprechend der Liturgiereform des Zweiten Vatikanischen Konzils. Der Fußboden wurde mit neuen Steinplatten belegt und die Ecken der Gewölbekappen mit floralen Motiven bemalt. Im Jahr 1987 wurden das Bronzeportal eingeweiht, die Außensanierung 1994 abgeschlossen und im selben Jahr die große Dreifaltigkeitsglocke neu gegossen.

## Architektur

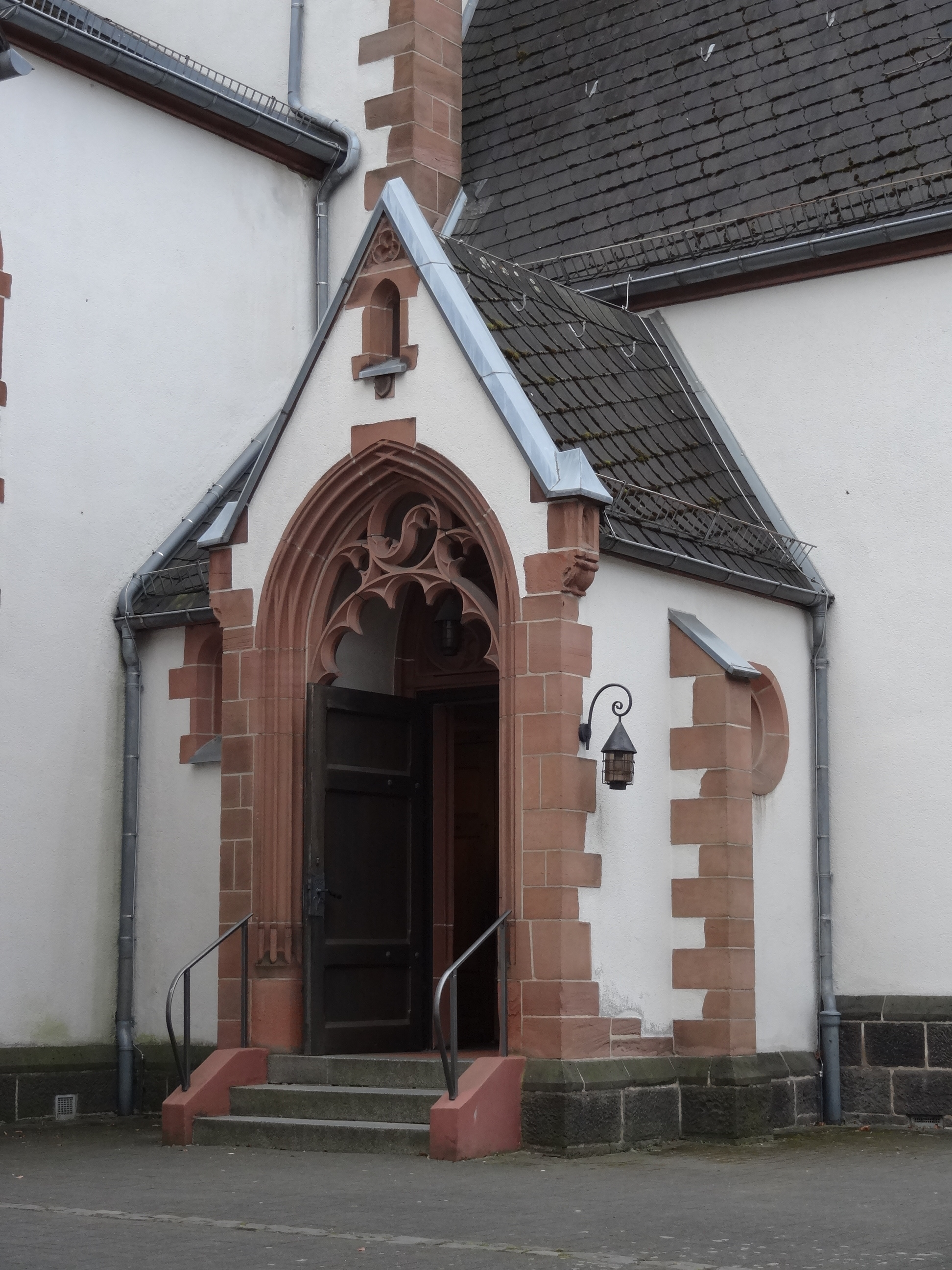
Vorhalle zur Sakramentskapelle

St. Bonifatius ist als dreischiffige Basilika auf Kreuzgrundriss mit polygonal schließendem Hochchor in frühgotischen Formen errichtet. Die Kirche steht auf einem künstlich angelegten Plateau in Hanglage südlich des alten Stadtzentrums. Sie ist nicht geostet, sondern entsprechend der umgebenden Straßen von Nordost nach Südwest ausgerichtet. Das Mauerwerk ist außen und innen weiß verputzt, wobei Bögen, Laibungen, Gewölberippen, die Eckquaderung und andere Gliederungselemente aus rotem Sandstein ausgespart sind. Eine zweiseitige Freitreppe führt über die Stützmauer aus Lungstein auf einen schmalen Vorplatz an der Nordostseite. St. Bonifatius zeichnet sich durch eine differenzierte Dachlandschaft aus.
Die giebelständige Portalfront ist zweitürmig angelegt, jedoch wurde nur der Südturm mit den Glocken in voller Höhe ausgeführt. Die Giebelseite wird von einem Gesims in zwei Zonen geteilt und seitlich durch abgetreppte Strebepfeiler begrenzt. Das repräsentative, spitzbogige Hauptportal mit Tympanon ist insgesamt 7 Meter hoch und 2,50 Meter breit. In dem zweifach abgestuften, gekehlten Gewände ist eine große rechteckige Nische eingelassen, die oberhalb des Spitzbogens mit Blendmaßwerk ausgefüllt ist und die das Gesims durchbricht. Der Bildhauer Josef Welling aus Koblenz-Horchheim gestaltete die zweiflügelige Bronzetür samt Tympanon. Die Türflügel zeigen acht Szenen in figürlicher Darstellung aus dem Leben des heiligen Bonifatius. Im bronzenen Tympanon über einem Fries mit den zwölf Aposteln und Paulus ist Christus als Weltenrichter in einer Mandorla zu sehen, der von den vier Evangelistensymbolen umgeben wird. Seitlich des Portals sind kleine Rundfenster und darüber Spitzbogenfenster mit Maßwerk eingelassen. Die obere Zone wird von einer großen Fensterrose mit Maßwerkfüllung beherrscht. In der Giebelspitze befindet sich ein kleines spitzbogiges Drillingsfenster, dessen mittleres Fenster überhöht ist.
Die beiden Türme auf quadratischem Grundriss werden durch Gesimse in unterschiedlich hohe Stockwerke gegliedert. Das niedrige Obergeschoss des nördlichen Turms ist verjüngt und hat an den freien Seiten je drei Spitzbogenfenster. Der oktogonale Spitzhelm erreicht nur die Höhe des Dachfirstes vom Mittelschiff. Ein Verbindungsbau von 1929, in dem die Katholische öffentliche Bücherei (1899 gegründet) und die Christliche Kunststube untergebracht sind, bildet den Übergang zum giebelständigen Pfarrhaus. Ein großer Spitzbogen ermöglicht den Durchgang zum Innenhof und zur Sakramentskapelle. Der mächtige Turm an der Ostecke verjüngt sich leicht nach oben und erreicht eine Höhe von 70 Metern. Sein Gewicht beträgt 2700 Tonnen. Die Turmhalle dient als Taufkapelle. Das Obergeschoss als Glockenstube hat an jeder Seite eine große spitzbogige Schallöffnung mit fünfbahnigen Maßwerkblenden. Die oktogonale Kegelspitze mit Ecktürmchen zwischen Ziergiebeln wird von einem Turmknauf, schlichtem Kreuz (7 Meter) und Wetterhahn (1,05 Meter) bekrönt.
Die gesamte nördliche Seite wird durch drei vorgebaute Querhäuser und das Zwerchhaus der Sakristei geprägt. Das dreijochige Mittelschiff wird von einem steilen Satteldach bedeckt, das mit kleinen Gauben mit Türmchen bestückt ist. Über der Vierung erhebt sich ein Dachreiter mit Ziergiebeln. Ein Turmknauf und ein schlichtes Kreuz bekrönen den schlanken Spitzhelm. Der Obergaden hat spitzbogige Maßwerkfenster. Das südliche Seitenschiff wird von einem Pultdach bedeckt, das oberhalb in Strebepfeiler übergeht. In die Außenwand sind drei Beichtstühle mit geschnitzten Türen eingebaut. Ein Querhaus mit einer Grabkapelle ist dem nördlichen Seitenschiff vorgebaut. Die beiden Seitenschiffe finden ihren Abschluss in überwölbten Seitenkapellen, die den Hochchor flankieren und nach Westen zwei stumpfwinkelige Chorwände haben.
Die beiden Querschiffe haben je ein großes Spitzbogenfenster, während das Giebeldreieck mit spitzbogigen Blenden aus rotem Sandstein ausgefüllt ist. Der südliche Querflügel hat einen Vorbau mit Pultdach, aus dem eine kleine Eingangshalle mit profiliertem Spitzbogen und Quergiebel hervortritt. Über dem Portal mit Kragsturzbogen ist ein Spitzbogen mit Maßwerkblenden angebracht. Der Chor mit Fünfachtelschluss wird durch große Spitzbogenfenster mit Maßwerk belichtet, die durch abgetreppte Strebepfeiler gegliedert werden. In der Westecke zwischen Nordflügel und Chor ist die Sakristei angebaut. Sie beinhaltet die Priestersakristei, die Ministrantensakristei und einen Werkraum für den Küster. Sie wird an der Giebelseite im Südwesten durch zwei Spitzbogenfenster mit Maßwerk und im Nordwesten durch drei Rechteckfenster belichtet. Im Giebeldreieck sind zwei sehr kleine spitzbogige Doppelfenster und unter dem Zwerchhaus ein Rundfenster mit Maßwerk eingelassen.
Zwei Querhäuser vor dem nördlichen Seitenflügel bilden die zweijochige Sakramentskapelle, die von der Straßenseite kommend durch eine kleine Vorhalle mit Satteldach erschlossen wird. Die Kapelle ist 10 Meter lang, 6,25 Meter breit und etwa 6 Meter hoch. Die Vorhalle hat einen mehrfach abgestuften Spitzbogen, dessen Maßwerk über einem Rundbogen mit Fischblasen gefüllt ist. Die Gewölberippen bilden Drachenvierecke, die im Scheitel ein Kreuz bilden, das mit blühendem Rankenwerk verziert wird. In Richtung Vierung sind zwei große Spitzbogenfenster mit Maßwerk und Bleiglasfenstern eingelassen (4,80 Meter hoch, 2,80 Meter breit). Die beiden spitzbogigen Außenfenster haben zweibahniges Maßwerk mit Bleiglasfenstern (2,85 Meter hoch, 0,90 Meter breit). Das eine wurde 1950 von Mitgliedern der Gemeinde gestiftet und zeigt die Heiligen Tarzisius (mit Eucharistie unter dem Gewand) und Agnes (mit Lamm und Palmzweig). Das andere Fenster stiftete Pfarrer Karl Joseph Deuster zu seinem silbernen Priesterjubiläum. Dargestellt werden Thomas Morus (mit Kreuz und Schriftrolle) und die heilige Elisabeth, die einen Armen versorgt.

## Ausstattung

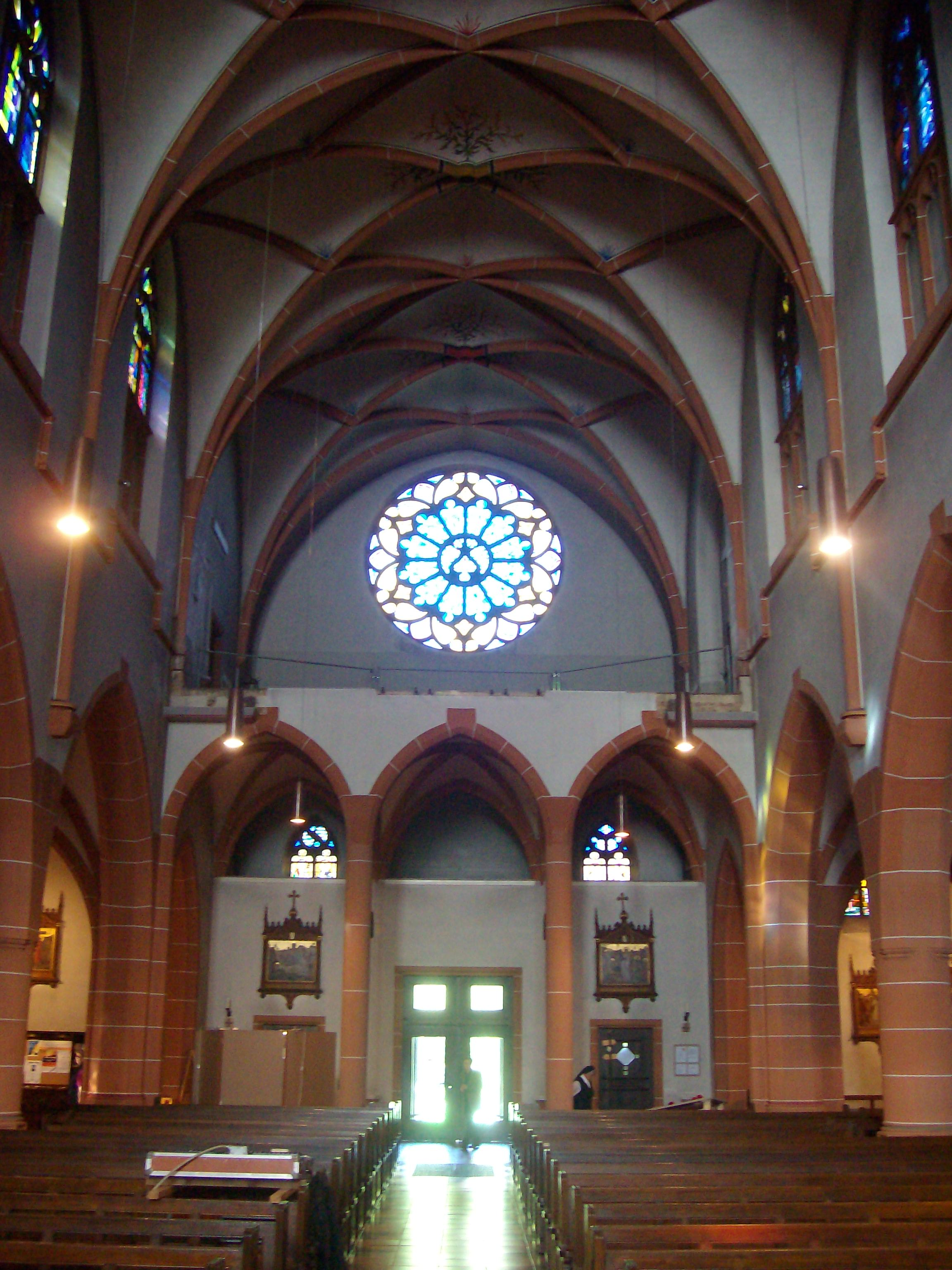
Innenraum Richtung Nordosten, 2014, nach dem Abbau der alten Orgel und vor dem Aufbau der neuen Eule-Orgel

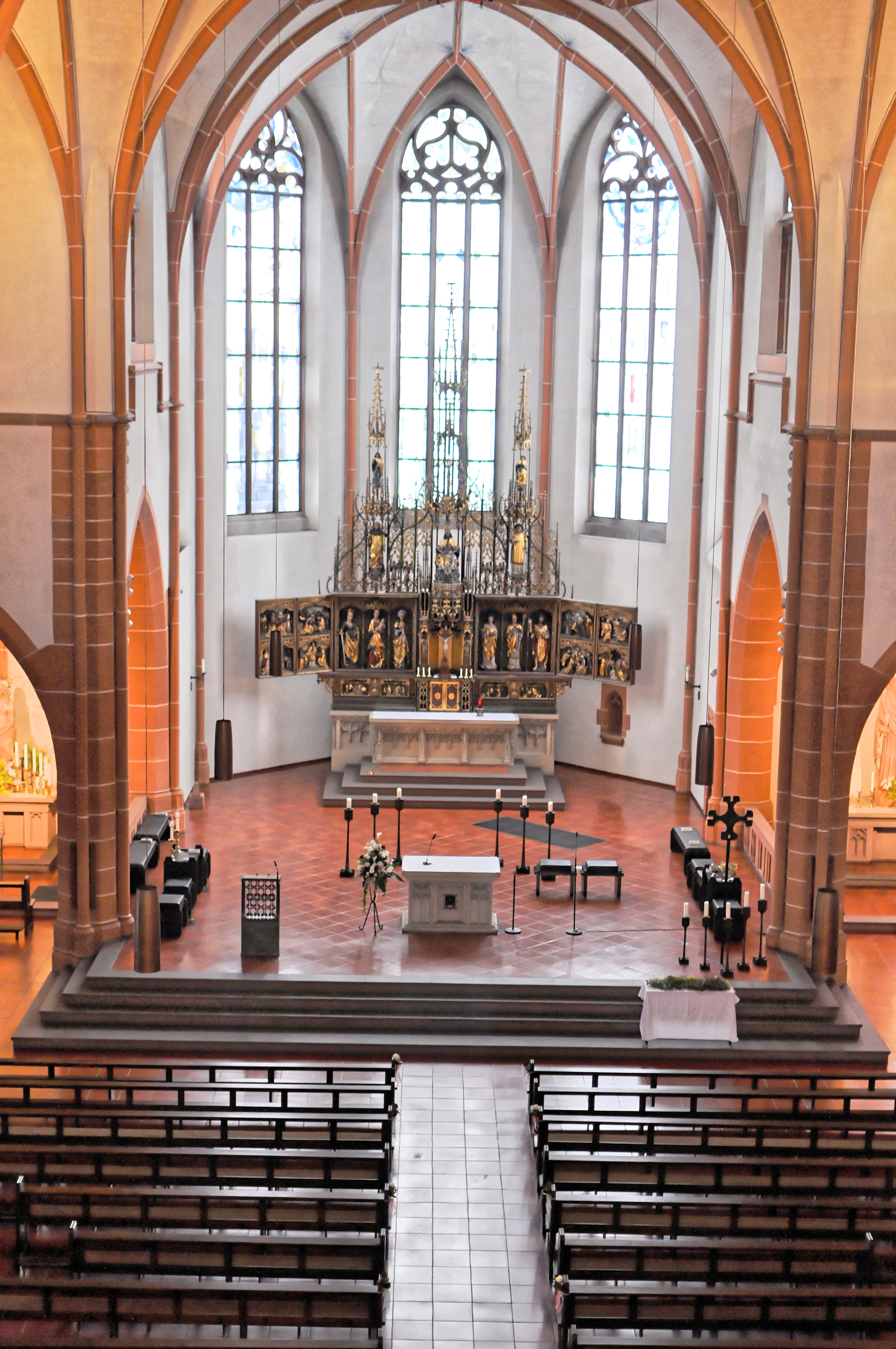
Altarraum der St.-Bonifatius-Kirche

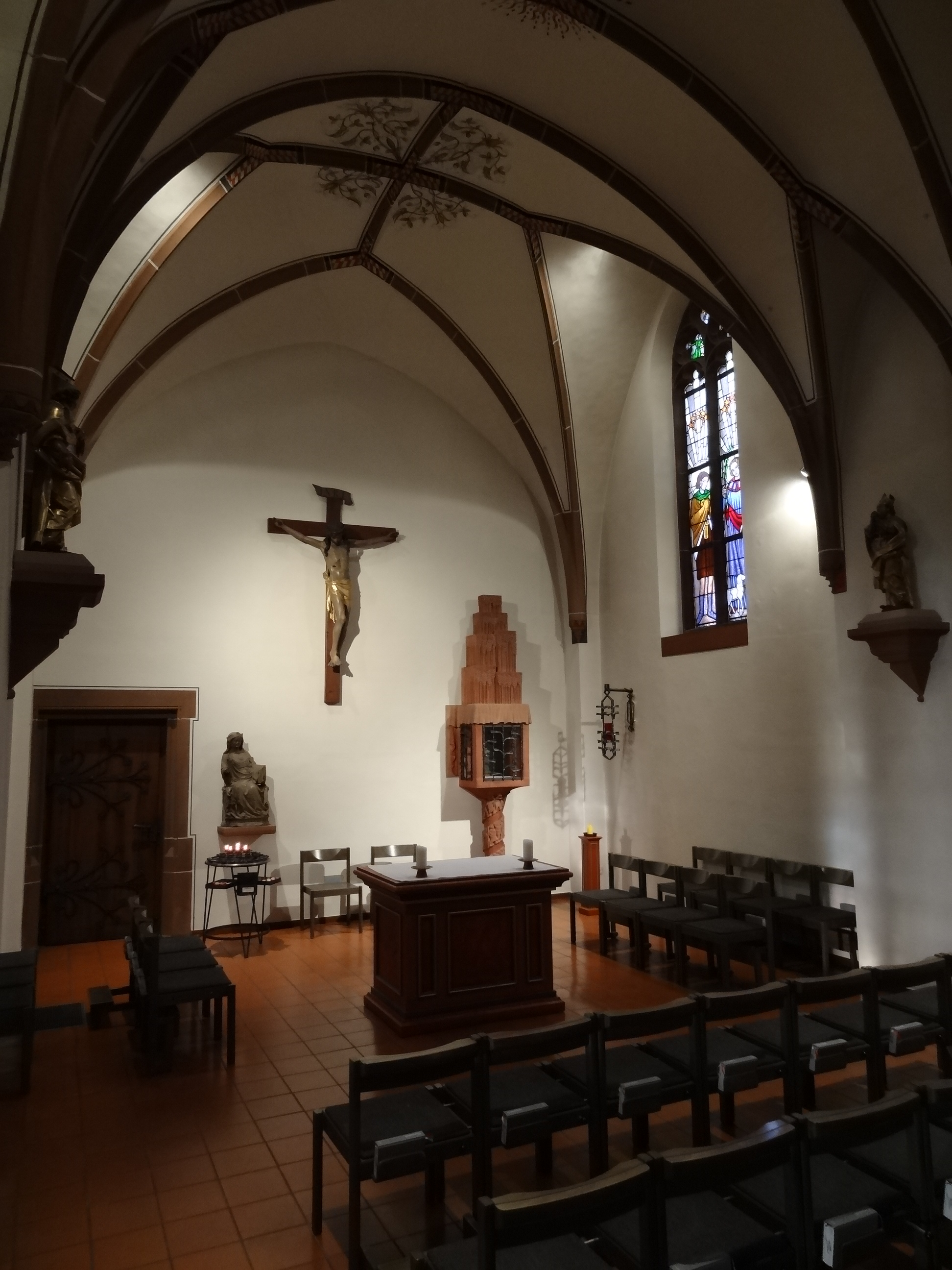
Sakramentskapelle

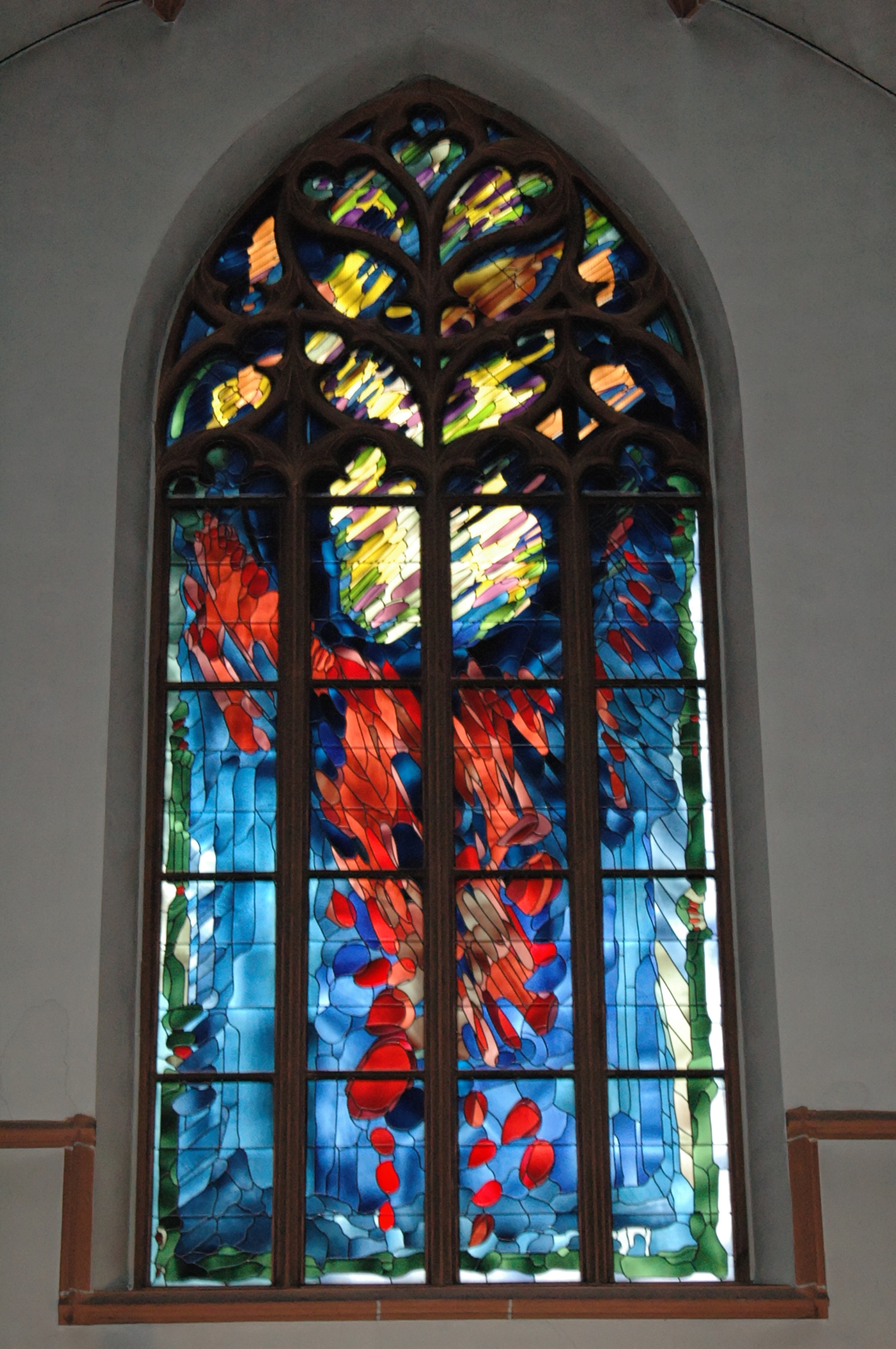
Fenster Pfingsten

Das Mittelschiff wird von einem feingliedrigen Netzgewölbe überspannt, die Seitenschiffe durch Kreuzrippengewölbe. Die Orgelempore im Nordosten steht auf einer dreijochigen Halle mit spitzbogigen Arkaden. Entsprechende Arkaden öffnen die Seitenschiffe zum Mittelschiff. Zwischen den Arkaden ruhen die Dienste für die Gewölberippen auf einfachen Konsolen. Der um vier Stufen erhöhte Hochchor ist seit der Innenrenovierung in den 1970er Jahren in das Mittelschiff vorgezogen. Ein steinerner Voraltar aus hellem Sandstein hat vorne Maßwerkblenden.
Bemerkenswertestes Ausstattungsstück ist der figurenreiche Flügelaltar mit filigranem Maßwerkaufbau im Chor. Der Altar wurde im Jahr 1904 aus der Sammlung von Ernst Franz August Münzenberger in Frankfurt am Main für 10.000 Mark erworben. Der Frankfurter Bildhauer Josef Schnitzer integrierte die spätgotischen Bruchstücke in ein neugotisches Ganzes, das um Tabernakel, Ostensorium und Gesprenge ergänzt wurde. Die Außenseiten der Flügeltüren zeigen in vier Feldern ganzfigurige Malereien, die möglicherweise auf das Umfeld von Edward von Steinle zurückgehen. Zu sehen sind die vier Heiligen Bernhard, Theresa, Elisabeth und Franziskus. Die Mensa ist vorne mit Maßwerk verziert. Der Tabernakel inmitten der Predella wird von je zwei holzgeschnitzten Szenen umgeben. Im Mittelfeld des Retabels steht vor goldenem Hintergrund ein Kruzifix zentral, das links von drei weiblichen Heiligenfiguren (die heilige Katharina, Mondsichelmadonna und Maria Magdalena oder die heilige Barbara) und rechts von drei männlichen Figuren (Stephanus, Bonifatius und Johannes der Täufer mit Lamm) flankiert wird. Die Seitenflügel haben je vier polychrom gefasste Holzreliefs mit Vergoldung, Arbeiten vom Ende des 19. Jahrhunderts. Der linke Flügel zeigt links oben Mariä Heimsuchung, rechts oben Christi Geburt mit Anbetung der Hirten, links unten Mariä Verkündigung und rechts unten Darstellung Jesu im Tempel. Auf dem rechten Flügel werden Geburts- und Kindheitsszenen Jesu dargestellt: links oben Flucht nach Ägypten, rechts oben Der zwölfjährige Jesus im Tempel, links unten die Anbetung der Könige, rechts unten die Heilige Familie zuhause bei der Arbeit. Das Gesprenge mit Maßwerk und Fialen wird von der zentralen Darstellung des Gnadenstuhls in einer sechs Meter hohe Fiale beherrscht, vor dem ein Kruzifix angebracht ist. Links sind der heilige Leonhard und der Evangelist Johannes und rechts der heilige Laurentius und Jakobus in vier Meter hohen Fialen eingearbeitet. Aufgrund der nachträglichen Unterbrechung der Predella durch den Tabernakel sind Christus als Salvator Mundi und die zwölf Apostel als Halbfiguren unregelmäßig auf die vier Felder der Predella verteilt.
Der Ambo ist ebenso wie die sechs Altarkerzenständer von Josef Welling aus Bronze gefertigt. In der Taufkapelle steht der oktogonale, pokalförmige Taufstein aus anthrazitfarbenem Marmor auf einem viereckigen Fuß. Der im Nazarenerstil vom Münchener Maler Rouge 1912–1913 gemalte Kreuzweg ist eine Kopie der Gemälde, die Louis Hendrix 1864–1868 für die Antwerpener Kathedrale geschaffen hatte. Die geschnitzten Eichenrahmen mit Fialen, Kreuz und Kreuzblumen gestaltete 1914 die Schreinerei Alber Jungnitsch aus Hofen. In der südlichen Seitenkapelle ist ein Marienaltar aufgestellt, in der nördlichen ein Josefsaltar. Steinmetz Franz Zeller aus Miltenberg schuf 1953 die beiden Altartische. Die sitzende Madonna mit Kind und die Josefsfigur mit Lilie sind aus Sandstein gebildet und stammen von einem unbekannten Künstler.
Über der Gruft in der Grabkapelle erinnert eine Pietà an Johannes Bayer, der von 1892 bis 1938 als Pfarrer in St. Bonifatius wirkte. Sie wurde 1939 von Philipp Müller aus Heppenheim geschaffen. Eine Sandsteinplatte erinnert an Pfarrer Karl Josef Deuster. Sie wird von zwei halbplastischen Sandsteinreliefs flankiert, die früher – vor der Umgestaltung des Altarraums – dort die beiden Ambonen schmückten; sie zeigen Christus als Sämann und Paulus. Nördlich der Grabkapelle ist in der Außenwand ein weiterer Beichtstuhl eingebaut. Das Kirchengestühl von 1908 lässt einen Mittelgang frei. Die geschnitzten Füllungen der Wangen stammen von Josef Schnitzer.
Die Bleiglasfenster der Seitenschiffe stammen teilweise aus der Zeit vor dem Zweiten Weltkrieg. Die zerstörten wurden in den 1950er und 1960er Jahren ersetzt. Die farbig verglaste Fensterrosette geht auf die 1950er Jahre zurück. Die Notverglasung wurde im Chorraum 1979, im Querschiff 1980 und im Mittelschiff 1981 ersetzt. Die Entwürfe von Wilhelm Buschulte aus Unna wurden von der Firma Oidtmann in Linnich ausgeführt. Das große Fenster des südlichen Querschiffs zeigt das Pfingstfest, das im nördlichen Querschiff die Wiederkunft Christi.
Die Sakramentskapelle hat einen kleinen hölzernen Altar mit kassettierten Füllungen (1,30 Meter lang, 0,90 Meter breit, 0,95 Meter hoch). An der Südwestwand hängt ein großes Kruzifix des Dreinageltypus (2,30 Meter), das an Vorlagen des 17. Jahrhunderts orientiert ist. Links unten steht auf einer Konsole seit 1976 der Torso einer thronenden Madonna mit stehendem Kind. Sie ist eine Kopie einer frühgotischen Madonna etwa aus dem Jahr 1322, die in vorreformatorischer Zeit in der Klosterkirche von Kloster Schiffenberg stand. Rechts an der Wand steht das dreiteilige Sakramentshaus aus rotem Sandstein, das 1976 vom Bildhauer Willi Hahn aus Trier geliefert wurde. Auf dem viereckigen Fuß sind ausgemergelte liegende Menschen zu sehen, die sich in einem sich hochwindenden Band auf einer Säule (1,33 Meter) erheben und auf Wanderschaft begeben. Über und hinter dem Tabernakel (0,90 Meter) mit einer verschließbaren Gittertür wellt sich der Faltenwurf eines Vorhangs. Den oberen Abschluss bilden acht sich nach oben verjüngende, paarweise angeordnete Quader mit Getreideähren (1,20 Meter), Symbol für das wachsende Reich Gottes. Unterhalb der Doppelfenster erinnert eine Gedenkplatte mit Inschrift an die im Ersten Weltkrieg Gefallenen der Studentenverbindung Hasso Rhenania (1,45 Meter lang, 0,90 Meter breit). Die beiden Figuren (0,90 Meter) auf Konsolen an den Seitenwänden zeigen einen jüngeren Bischof ohne Bart und einen älteren Bischof mit Bart.

## Orgeln

### Hauptorgel

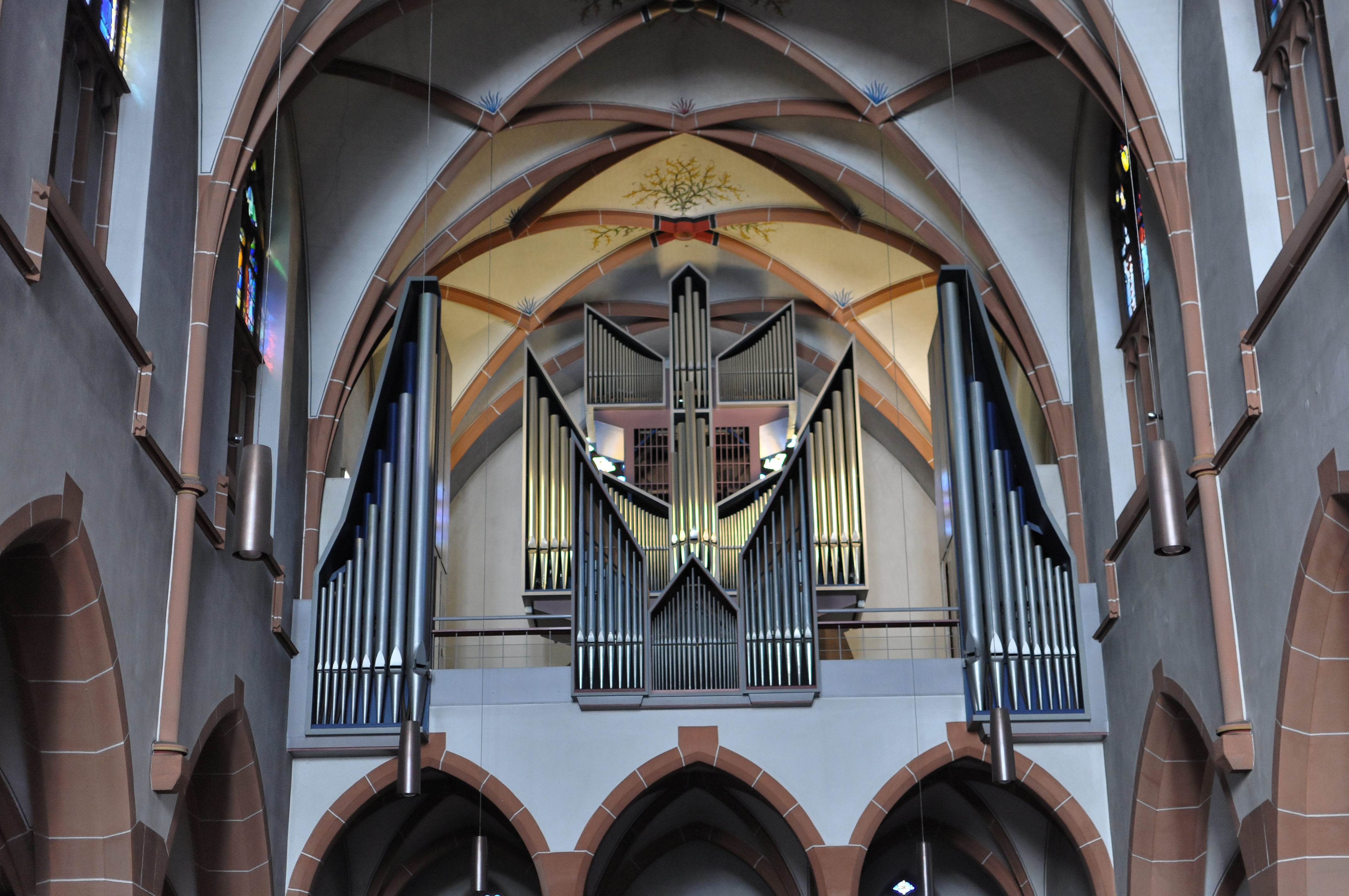
Alte Hauptorgel von St. Bonifatius

Ein erstes Orgelpositiv schaffte die Gemeinde im Jahr 1823 von Orgelbauer Heinrich Leicht aus Gießen an. Für die Vorgängerkirche baute Bernhard Dreymann eine zweimanualige Orgel mit 15 Registern, die 1905 in die neue Kirche überführt und an der provisorischen Rückwand aufgestellt wurde. Das Instrument wurde 1944 durch Kriegseinwirkungen zerstört.
Nach dem Krieg baute die Licher Firma Förster & Nicolaus ein neues Instrument auf der Nordempore, nachdem jahrelang ein zweimanualiges Harmonium als Ersatz gedient hatte. In einem ersten Bauabschnitt wurde 1956 das Rückpositiv mit Kegelladen gebaut und die dreimanualige Orgel 1965 fertiggestellt. Das Instrument wurde 2013 abgebaut.

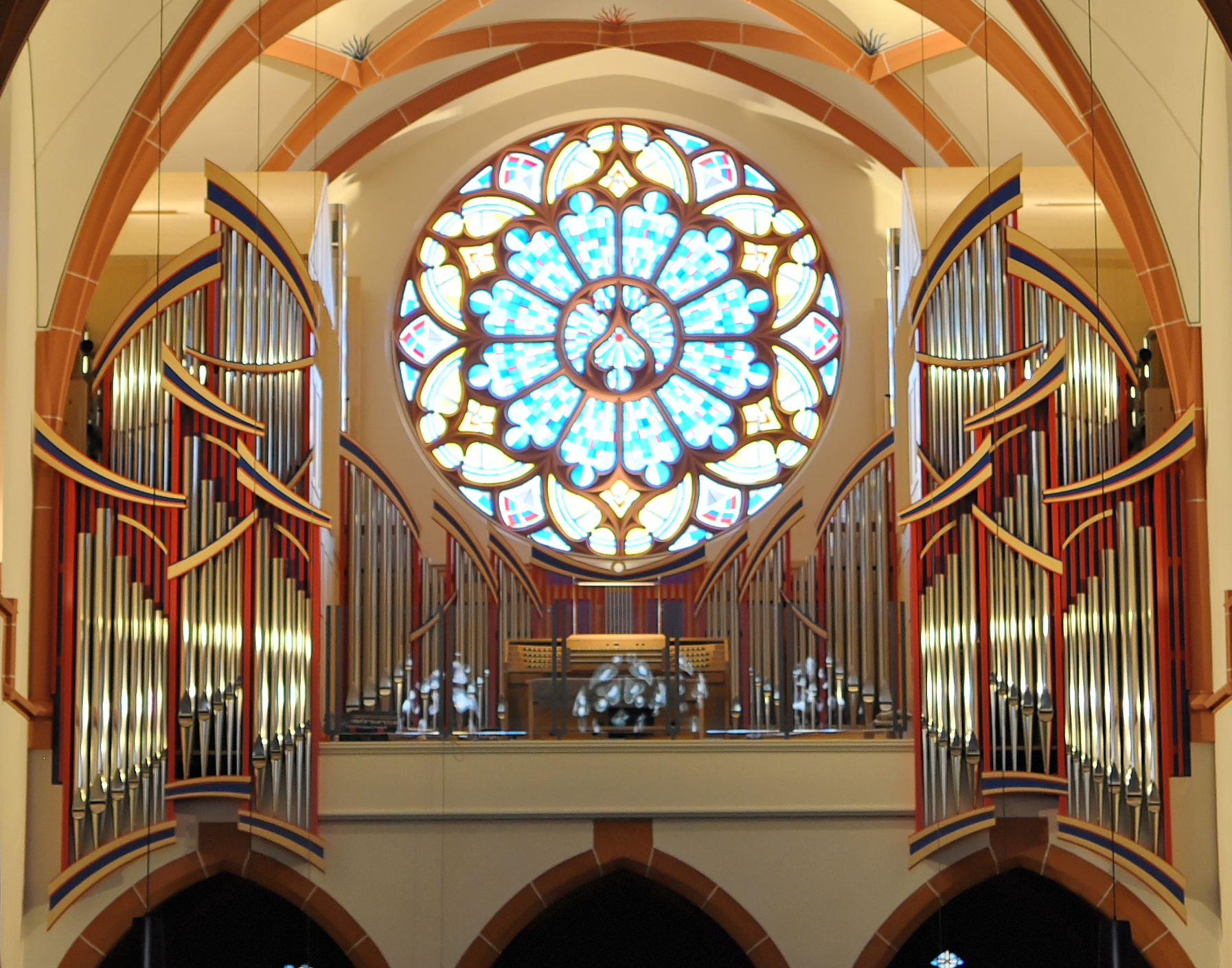
Neue Hauptorgel von St. Bonifatius (2015)

Seit 2015 steht auf der Nordempore eine neue Orgel, errichtet durch den Orgelbauer Hermann Eule; sie hat 38 klingende Registern, verteilt auf drei Manuale und Pedal. Seitdem ist auch die Fensterrosette in der Nordwand wieder sichtbar. Der Orgelprospekt nimmt die Farben und Formen des Maßwerkfensters auf. Zu den Registern mit insgesamt 2659 Orgelpfeifen gehören drei Extensionen, vier Transmissionen und ein Hochdruckregister (355 mmWS). Die Spieltraktur ist mechanisch, die Registertraktur elektrisch. Der Spieltisch ist freistehend. Die Disposition knüpft stilistisch an den mitteldeutsch-romantischen Orgelbau (Friedrich Ladegast) und die englische Spätromantik an. Sie lautet wie folgt:
| I Hauptwerk/Great C–a3 |                        |        |
| 1.                     | Bordun                 | 16′    |
| 2.                     | Prinzipal Major        | 08′    |
| 3.                     | Prinzipal Minor        | 08′    |
| 4.                     | Claribel Flute         | 08′    |
| 5.                     | Erzähler               | 08′    |
| 6.                     | Oktave                 | 04′    |
| 7.                     | Harmonic Flute         | 04′    |
| 8.                     | Doublette              | 02′    |
| 9.                     | Cornett II–IV          | 02 ⁄3′ |
| 10.                    | Mixtur IV              | 01 ⁄3′ |
| 11.                    | Trumpet                | 08′    |
|                        | Tuba sonora (= Nr. 32) | 08′    |

| II Oberwerk/Choir C–a3 |                        |        |
| 12.                    | Quintatön              | 16′    |
| 13.                    | Geigenprincipal        | 08′    |
| 14.                    | Flauto traverso        | 08′    |
| 15.                    | Lieblich Gedeckt       | 08′    |
| 16.                    | Viola d’amore          | 08′    |
| 17.                    | Oktave                 | 04′    |
| 18.                    | Flauto amabile         | 04′    |
| 19.                    | Nasard                 | 02 ⁄3′ |
| 20.                    | Piccolo                | 02′    |
| 21.                    | Progressio III–IV      | 02 ⁄3′ |
| 22.                    | Clarinette             | 08′    |
|                        | Tremulant              |        |
|                        | Tuba sonora (= Nr. 32) | 08′    |

| III Schwellwerk/Swell C–a3 |                  |         |
| 23.                        | Contra Viola     | 16′     |
| 24.                        | Concert Flute    | 08′     |
| 25.                        | Viol d’orchestre | 08′     |
| 26.                        | Viola céleste    | 08′     |
| 27.                        | Viola alta       | 04′     |
| 28.                        | Violcornett III  | 03 1⁄5′ |
| 29.                        | Fagott-Horn      | 16′     |
| 30.                        | Cornopean        | 08′     |
| 31.                        | Orchestral Oboe  | 08′     |
| 32.                        | Tuba sonora      | 08′     |
|                            | Tremulant        |         |

| Pedal C–g1 |                         |     |
|            | Untersatz (Ext. Nr. 34) | 32′ |
| 33.        | Kontrabass              | 16′ |
| 34.        | Subbass                 | 16′ |
|            | Contra Viola (= Nr. 23) | 16′ |
| 35.        | Oktavbass               | 08′ |
| 36.        | Violoncello             | 08′ |
|            | Bassflöte (Ext. Nr. 34) | 08′ |
| 37.        | Posaune                 | 16′ |
| 38.        | Trumpet                 | 08′ |
|            | Clarion (Ext. Nr. 38)   | 04′ |
|            | Tuba sonora (= Nr. 32)  | 08′ |

- Koppeln:
  - Normalkoppeln: II/I (elektrisch nachgerüstet, auf mechanisch per Knopfdruck umschaltbar), III/I (elektrisch), III/II (elektrisch), I/P (mechanisch), II/P (mechanisch), III/P (elektrisch)
  - Suboktavkoppeln: III/I, III/II, III/III
  - Superoktavkoppeln: III/I, III/II, III/III, III/P
- Spielhilfen: 10.000fache Setzeranlage, Walze mit 4 Programmen, Sequenzer, 2 Schwelltritte, Absteller
- Anmerkungen:

1. 1 2  Schwellbar.
2. ↑  Hochdruckregister.

### Chororgel

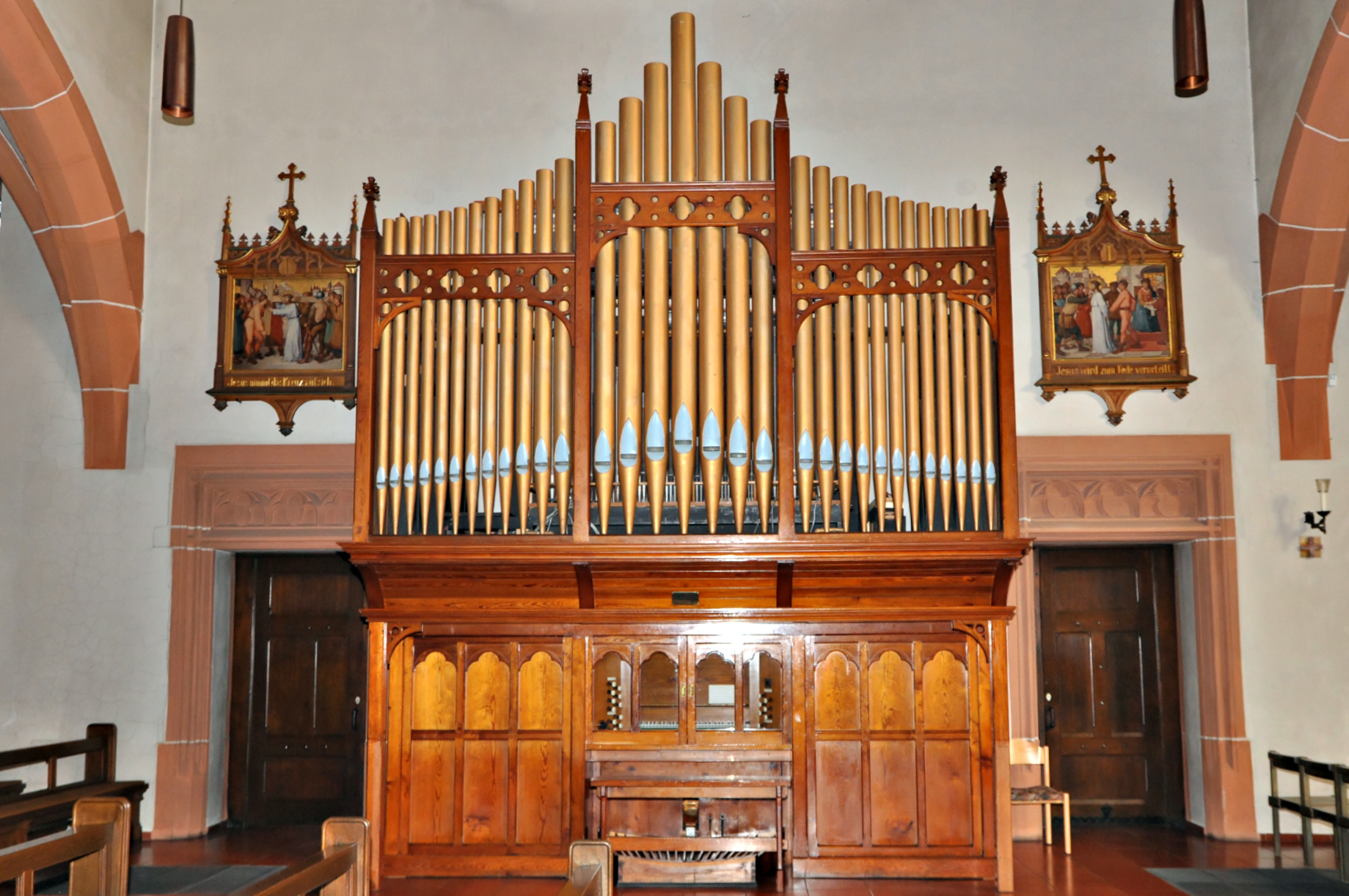
Chororgel St. Bonifatius Gießen

An der Ostwand des Mittelschiffs ist eine englische Orgel von T. Hopkins & Sons aus dem Jahr 1912 aufgestellt, die 2006 gebraucht aus Nordostengland erworben wurde. Das Instrument verfügt über 13 Register, die auf zwei Manuale und Pedal verteilt sind. Der Soft Bass ist eine Windabschwächung des Bourdon. Die Disposition lautet:
| I Great organ C–a3 |    |
| Open Diapason      | 8′ |
| Stopped Diapason   | 8′ |
| Dulciana           | 8′ |
| Oktave             | 4′ |
| Harmonic Flute     | 4′ |
| Piccolo            | 2′ |

| II Swell organ C–a3 |    |
| Violin Diapason     | 8′ |
| Rohrflöte           | 8′ |
| Viol d’ orchestre   | 8′ |
| Voix celeste        | 8′ |
| Gemshorn            | 4′ |
| Oboe                | 8′ |

| Pedal C–f1 |     |
| Bourdon    | 16′ |
| Soft Bass  | 16′ |

- Koppeln: II/I, I/P, II/P, II 4′/II
- Spielhilfen: 1 Kombination, 2 feste Kombinationen (p, f)

## Geläut
Die Gemeinde schaffte im Jahr 1937 für 22.203 Mark den Glockenstuhl mit fünf Bronzeglocken der renommierten Glockengießerei Otto aus Hemelingen/Bremen an, von denen 1942 vier für die Rüstungsindustrie beschlagnahmt wurden. Drei Glocken kehrten nach dem Zweiten Weltkrieg wieder zurück. Die größte Glocke auf Schlagton b, die Dreifaltigkeitsglocke, mit einem Durchmesser von 1,73 Meter ging verloren. Sie trug die Inschrift „In nomine Patris et Filii et Spiritu Sancti – Benedicta sit Sancta Trinitas“. Im Jahr 1994 wurde sie durch eine neue Glocke derselben Größe von der Firma Rincker ersetzt.
| Nr. | Name                             | Gussjahr | Gießer, Gussort  | Masse (kg) | Durchmesser (mm) | Schlagton | Inschrift |
| 1   | Dreifaltigkeitsglocke            | 1994     | Rincker, Sinn    |            | 1710             | b0        | „Gloria Patri et Filio et Spritui Sancto – Benedicta sit Sancta Trinitas.“                                           |
| 2   | Marienglocke                     | 1937     | Otto, Hemelingen | 2157       | 1477             | des1      | „Ave Maria, gratia plena, Dominus tecum.“                                                                            |
| 3   | Bonifatiusglocke                 | 1937     | Otto, Hemelingen | 1501       | 1215             | es1       | „Für Deutschland Gnad bei Gott erfleh’, daß stets es fest im Glauben steh’, o heilger Bonifatius.“                   |
| 4   | Petrusglocke                     | 1937     | Otto, Hemelingen | 1053       | 1172             | f1        | „Du bist Petrus, und auf diesen Felsen will ich meine Kirche bauen.“                                                 |
| 5   | Pankratiusglocke (Messglöckchen) | 1937     | Otto, Hemelingen | 275        | 739              | c2 (des2) | „Früh vollendet hat er viele Jahre erreicht, denn seine Seele war Gott wohlgefällig. Hl. Pankratius, bitte für uns!“ |

## Pfarrer

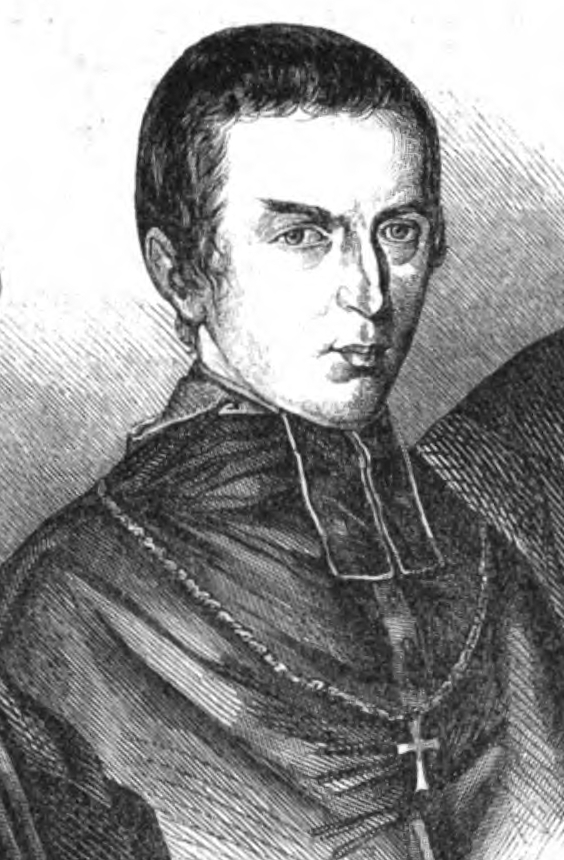
Peter Leopold Kaiser, Bischof von Mainz, war zuvor Pfarrer an St. Bonifatius

- 1791–1793: Bonifaz Carl Siegmund Schalk
- 1794–1796: Carl Basilid de la Broisse, Pfarrverwalter
- 1796–1805: Johann Jacob Belner
- 1806–1811: Adolph Heinemann, Pfarrverwalter
- 1811–1817: Franz Joseph Herold
- 1817–1823: Peter Leopold Kaiser, von 1834 bis 1848 Bischof von Mainz
- 1823–1826: Tobias Höfer
- 1826–1830: Peter Schroth
- 1830–1835: Johann Baptist Lüft, Universitäts-Professor
- 1835–1838: Caspar Riffel, Universitäts-Professor
- 1838–1848: Franz Josef Hartnagel, Universitäts-Professor
- 1848–1864: Jakob Fluck, Universitäts-Professor
- 1864–1865: Heinrich Götz, Pfarrverwalter
- 1865–1888: Johann Baptist Rady
- 1888–1892: Friedrich Elz, Dekan
- 1892–1938: Johannes Bayer, Geistlicher Rat, Ehrendomherr und Dekan
- 1939–1969: Karl Joseph Deuster, Geistlicher Rat und Dekan
- 1969–1975: Adam Hainstadt
- 1974–1986: Kurt Peter Lohner
- 1986–1997: Horst Schneider, Oberstudienrat und Geistlicher Rat
- 1997–2011: Hermann Josef Zorn
- 2011–2021: Hans-Joachim Wahl, Geistlicher Rat und Dekan
- seit 2022: Erik Wehner (Pfarrer der Gesamtpfarrei Gießen)[38]